# Paruline à poitrine baie
Setophaga castanea
Espèce
Statut de conservation UICN

 LC  : Préoccupation mineure
La Paruline à poitrine baie (Setophaga castanea, anciennement Dendroica castanea) est une espèce de passereaux appartenant à la famille des Parulidae.

## Description
La Paruline à poitrine baie est assez grosse et costaude pour une paruline. En tout plumage, elle a deux larges bandes alaires blanches bien visibles. 
Le mâle en plumage nuptial est unique. On le reconnaît grâce à sa tête foncée, sa gorge, ses flancs et sa calotte marron. On remarque aussi son ventre blanchâtre et la bande pâle sur les côtés du cou. La femelle en plumage nuptial a le même patron de coloration, mais avec un plumage plus terne. 
En plumage internuptial, les deux sexes ont un plumage semblable à celui de la Paruline rayée en plumage d'automne. On la distingue de cette dernière notamment par l'absence de rayures sur la poitrine, les pattes et les pieds sombres, ainsi que les sous-caudales et les flancs de teinte chamois plutôt que blancs.

## Chant
Le chant de Paruline à poitrine baie est un "fusi, fusi, fusi", semblable à ceux de la Paruline tirée et de la Paruline noir et blanc. 

## Répartition

zone de nidification
zone d'hivernage

La Paruline à poitrine baie niche dans les forêts boréales de conifères du Canada et du nord-est des États-Unis. Elle hiverne dans le nord de l'Amérique du Sud et le sud de l'Amérique centrale.

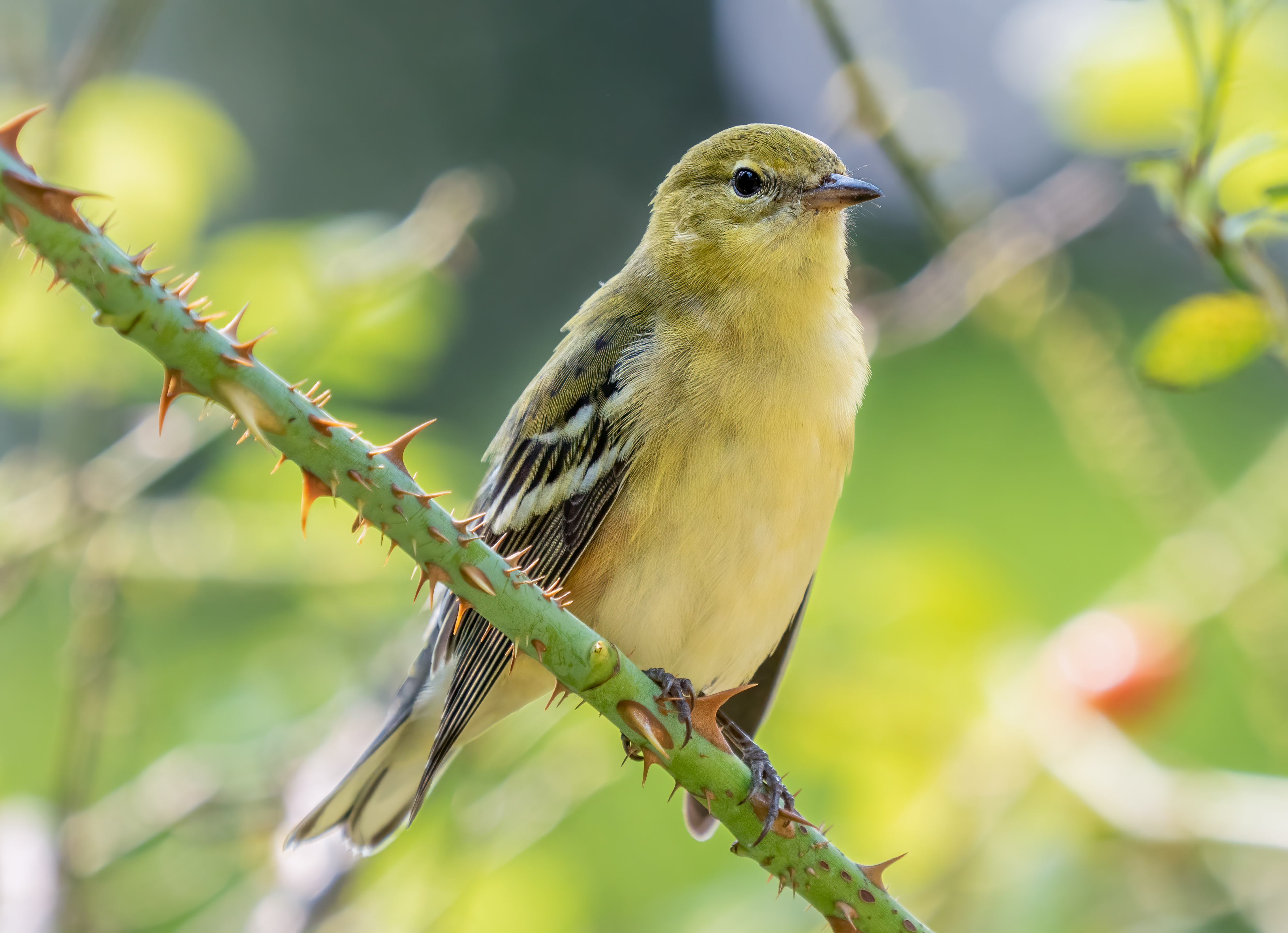
Une paruline à poitrine baie à Central Park, New York. Septembre 2021.

On peut l'observer assez fréquemment dans le sud du Québec durant sa migration automnale, en août et septembre.